# Anuschka Herbst
Anuschka Herbst (* 1974 in Hamburg) ist eine deutsche Schauspielerin. 
Sie absolvierte ihre Schauspielausbildung von 1997 bis 2001 an der Berufsfachschule Schauspiel München. Anschließend spielte sie am Theater Rampe in Stuttgart in den Stücken Sternfels, Fisch um Fisch und Sprechblasen. Am Akademietheater im Prinzregententheater München trat sie 2003 als Barnabe in Kleists Die Familie Schroffenstein auf. Am Alten Schauspielhaus Stuttgart spielte sie 2004 unter anderem die Charlotte in Schillers Picard-Nachdichtung Der Parasit. Mit dem Tournee Theater Stuttgart war Herbst als Zerbinette in Molières Die Streiche des Scapin zu sehen. Seit 2006 tritt Anuschka Herbst am Theater tri-bühne in Stuttgart auf. Zu ihren dortigen Rollen gehörten die Luise in Schillers Kabale und Liebe, die Hannah Tewkley in Die Zuckerfrau, die Ismene in Antigone und die Karoline in Kasimir und Karoline.
Ihre Rollen in Kurzfilmen umfassen unter anderem Mirjam Kubeschas Kurzfilm Schwestern, Marco Kreuzpaintners Entering Reality, Nebensächlichkeiten und Der Atemkünstler, Lancelot von Nasos A Good Film und Nora und Florian Hausers Was die Nacht bringt. 2006 spielte sie mit Martin Rother in Navid Abris Go Barney Go und im selben Jahr die Polizistin in Marcus H. Rosenmüllers Wer früher stirbt ist länger tot. In Stephan Ricks Langfilmdebüt Unter Nachbarn ist sie als Kriminalbeamtin zu sehen.